# Corepolis
I Corepolis sono un gruppo di musica popolare, formatosi a Caserta nel 1997.

## Storia
Il gruppo nasce nel 1997 per iniziativa di Francesco Faraldo, allora musicista della NCCP, con l'intento iniziale di riproporre dal vivo un repertorio di villanelle e moresche. Come rappresentanti della cultura musicale casertana e del Sud tengono concerti in Europa, come all'Acropoli e nella Piazza del Parlamento di Atene nel 2003 e 2008, la rassegna "Vulcano" a Monaco di Baviera (2002) e Berlino (2004), Leuciana Festival a San Leucio (2000 e 2007), un tour tra Austria e Germania nell'ambito di "Scavare il Futuro" (2002). Animano manifestazioni culturali, come la Notte dei Musei a Berlino e Düsseldorf (2004), l'inaugurazione del Museo Arterre di Berndorf, Vienna (2002), Galassia Gutenberg alla Mostra d'Oltremare di Napoli (2002), "Potsdamer Stadtraum" a Potsdam (2001).
Partecipano a trasmissioni televisive, tra cui La domenica del villaggio su Rete 4 (2000 e 2003), Sereno Variabile su Rai 2 (2001), Linea Verde su Rai 1 (2002)), e radiofoniche nazionali ed estere (Antenne Brandemburg in Germania).
Nel 1999 i Corepolis realizzano il disco Mediterranean Tales di musiche prevalentemente tradizionali. In seguito il gruppo ha sviluppato un repertorio originale con il CD Pithecusa (2005). Per il teatro hanno realizzato la favola musicale Le vie della Seta (2000 e 2001), Assolo: sette storie in musica per sette solisti (2007), Quando il Natale era Natale: concerto sul filo della memoria (2008).
Nel 2008 la quasi totalità dei Corepolis aderisce alla Orchestra Popolare Casertana, di cui costituisce il fulcro iniziale. Il gruppo è tuttora attivo.

## Formazione

### Formazione attuale
- Franco Faraldo - percussioni (1997-)
- Emilio Di Donato - mandoloncello, mandolino, chitarra (1997-)
- Biagio Rossetti - chitarra e voce (1997-)
- Pina Valentino - percussioni (1997-)
- Vincenzo Faraldo - contrabbasso (1997-)
- Doralisa Barletta - voce (2000-)
- Anastasia Cecere - flauto (2008-)

### Altri membri
- Patrizia Fanelli - voce (1997-2000)
- Michele Sacco - voce (1997-1999)
- Mauro Ricciardi - flauti (1997-1998)
- Marco Messina - flauti (1999-2006)
- Marco Cocchinone - flauti (2007-2008)

## Discografia

### Cd
- 2005 - Pithecusa (CMRecords)
- 1999 - Mediterranean Tales (CMRecords)

### Compilation
- 2008 - Cosa diamo al mondo

### DVD
- 2002 - 2001-2002 live performances (CMRecords)